# Луокса
Луо́кса (Лоукса, Лоукс, Локус) — река на севере Карелии. Протекает по территории Лоухского района. Правый приток реки Кереть.

## География
Исток реки расположен на выходе из озера Лоухское около посёлка Плотина. Течёт на север. Устье реки находится в 8,8 км по правому берегу реки Кереть. Длина реки составляет 13 км, площадь водосборного бассейна — 589 км².
По течению реки много порогов, самые крупные из них: порог Грязная Кухня, порог Красивый, порог Медвежий. Питание снеговое и дождевое. Богата рыбой (окунь, щука, ряпушка, плотва, форель, горбуша, кумжа, корюшка).

## История
У истока реки на берегу Лоухского озера построен шахтёрский посёлок Плотина, название которому дала плотина на реке Луокса. Чтобы отвести реку от шахт, было углублено второе устье реки, а первое перекрыто плотиной.

## Данные водного реестра
По данным государственного водного реестра России, относится к Баренцево-Беломорскому бассейновому округу, водохозяйственный участок реки — реки бассейна Белого моря от западной границы бассейна реки Нива до северной границы бассейна реки Кемь, без реки Ковда. Речной бассейн реки — бассейны рек Кольского полуострова и Карелии, впадает в Белое море.
Код объекта в государственном водном реестре — 02020000712102000001813.